# Vila closa de Gerri
La vila closa de Gerri és la part més antiga de la vila de Gerri de la Sal, pertanyent a l'antic municipi del mateix nom i a l'actual de Baix Pallars, de la 
comarca del Pallars Sobirà. És una obra declarada bé cultural d'interès nacional.

## Descripció
La vila closa està situada a la dreta de la Noguera Pallaresa, entre aquest riu i l'actual carretera N-260. Precisament la carretera passa pel lloc que separa la vila vella, closa, i la vila nova de Gerri de la Sal, on alguns estudiosos han situat l'emplaçament del Castell de Gerri, del qual no queda cap rastre. Tant la vila de Gerri com el monestir de Santa Maria, situat davant de la vila a l'esquerra del riu, nasqueren de l'explotació de l'aigua de la font salada. La vila està documentada des del segle xii.
La vila és una massa compacta de construccions a l'entorn d'una plaça central, a la qual s'accedeix a través de diversos passos subterranis. Acull gairebé una trentena de cases i l'església parroquial de Sant Feliu, la major part de les quals tenien l'accés a l'habitatge des de l'interior del clos. A ponent de la vila closa es va anar construint, a partir del segle xiii, la vila nova, on destaquen els edificis de l'Alfolí, o Casa de la Sal, on s'administraven les salines de la vila, i la Presó, un altre 
notable edifici medieval.